# Udvary Renáta
Udvary Renáta (Kolozsvár, 1936. május 15.–) színésznő, táncos.

## Életpályája
Balett-tanulmányai után táncosnőként lépett fel a kolozsvári Román Operában, majd 1956–1958 között a román Hadsereg Együttesének a tagja volt. Az erdélyi Désen magyar nyelvű műkedvelő előadásokon főszerepeket játszott. 1971-ben Izraelben telepedett le, ahol 1980-ig a magyar nyelvű színtársulat naiva-, komika- és énekes szerepekben foglalkoztatta. Dekoratív megjelenésű vonzó személyiségű művész.

## Főbb szerepei
- Lerner-Loewe: My Fair Lady (Liza)
- Jacobi Viktor: Sybill (Sybill)
- Huszka J.: Gül baba (Zulejka)
- Jacobi V.: Leányvásár (Mary)
- Deval: Francia szobalány (Phillis)
- George Bernard Shaw: Warrenné mestersége (Vivie)